# 陳慧紀
陳慧紀（ちん けいき、生没年不詳）は、南朝陳の皇族。陳霸先の従孫にあたる。史書では陳紀と書かれることもある。字は元方。

## 経歴
若くして経書や史書を渉猟し、おのれの才能を自負していた。陳霸先が侯景を討つと、慧紀はこれに従軍した。侯景の乱が平定されると、杜龕の乱を討ち、貞威将軍・通直散騎常侍の位を受けた。永定元年（557年）、陳が建国されると、宜黄県侯に封じられ、黄門侍郎に任じられた。永定3年（559年）、文帝が即位すると、安吉県令として出向した。後に明威将軍軍副に転じた。光大元年（567年）、持節・通直散騎常侍・宣遠将軍・豊州刺史に任じられた。太建2年（570年）、章昭達が安蜀城を討つと、慧紀は水軍都督となり、荊州で青泥の艦隊を焼き討ちした。太建10年（578年）、呉明徹が呂梁の戦いで敗北すると、慧紀は持節・智武将軍・縁江都督・兗州刺史に任じられて敗戦処理にあたった。北周が勝利に乗じて淮南を占拠すると、慧紀は江北の陳の兵士を集めて、海道から建康に帰還した。まもなく使持節・散騎常侍・宣毅将軍・都督郢巴二州諸軍事・郢州刺史に任じられた。至徳2年（584年）、使持節・散騎常侍・雲麾将軍・都督荊信二州諸軍事・荊州刺史に転じた。禎明元年（587年）、後梁の安平王蕭巌や晋熙王蕭瓛らが、男女2万人あまりを率いて、慧紀のもとを訪れて降伏を願い出た。慧紀はかれらを迎え入れ、その応接の功により、侍中・金紫光禄大夫・開府儀同三司・征西将軍の位を加えられた。
禎明3年（589年）、隋の清河公楊素が大軍を率いて巴硤から長江を下ってくると、慧紀は部将の呂忠粛・陸倫らを派遣して楊素の進軍をはばもうとしたが敗れ、楊素は馬頭に拠った。このとき隋の韓擒虎や賀若弼らがすでに長江を渡って蒋山に拠っており、慧紀がこのことを聞くと、長史の陳文盛らを荊州に残して、自らは3万人の兵と楼船1000隻あまりを率いて長江を下り、建康の援軍におもむこうとした。漢口で隋の秦王楊俊の軍に東下をはばまれ、晋熙王陳叔文や巴州刺史の畢宝らとともに楊俊に降伏した。隋に入ると、儀同三司の位を受け、ほどなく死去した。
子に陳正平があり、文学で知られた。

## 伝記資料
- 『陳書』巻15 列伝第9
- 『南史』巻65 列伝第55